# Соймъёхан
Соймъёхан (устар. Сайм-Ёган) — река в России, протекает по территории Красноселькупского района Ямало-Ненецкого автономного округа. Начинается в болоте на высоте 134 метров над уровнем моря. Устье реки находится в 124 км от устья реки Покалькы по правому берегу. Длина реки составляет 22 км.

## Данные водного реестра
По данным государственного водного реестра России относится к Нижнеобскому бассейновому округу, водохозяйственный участок реки — Таз. Речной бассейн реки — Таз.
Код объекта в государственном водном реестре — 15050000112115300064423.